# Сімон Міссік
Сімон Міссік (англ. Simone Missick, нар. 19 січня 1982, Детройт) — американська актриса. Найбільш відома за роллю Місті Найт в телесеріалах Netflix «Люк Кейдж», «Захисники» та «Залізний кулак», а також ролі судді Лоли Кармайкл в телесеріалі «Всім встати».

## Біографія
У 2003 році Міссік закінчила Говардський університет. У лютому 2012 року вийшла заміж за актора Доріана Міссіка.

## Фільмографія
| Рік       |   | Українська назва                | Оригінальна назва                  | Роль              |
| --------- | - | ------------------------------- | ---------------------------------- | ----------------- |
| 2003      | ф |                                 | The Epicureans                     | Джеймі            |
| 2008      | ф |                                 | The Road to Sundance               | Різ Найт          |
| 2009      | ф |                                 | K-Town                             | Самотня дама      |
| 2009      | ф |                                 | Brotherlee                         | Тамар             |
| 2011      | с | Епічні пригоди Бакета і Скинера | Bucket & Skinner's Epic Adventures | Репортер          |
| 2011      | ф |                                 | Look Again                         | Анна              |
| 2012      | ф |                                 | Voicemail                          | Венді Петерс      |
| 2012      | с | Смак романтики                  | A Taste of Romance                 | Еліза             |
| 2013      | ф |                                 | Douglass U                         | Таша              |
| 2014      | с | Рей Донован                     | Ray Donovan                        | Порша             |
| 2014      | с |                                 | Everything I Did Wrong In My 20s   | Мелані            |
| 2015      | ф |                                 | Black Card                         | Лона              |
| 2015      | с | Скандал                         | Scandal                            | Коп               |
| 2016      | с | Вейворд Пайнс                   | Wayward Pines                      | Дружина Сі Джея   |
| 2016—2018 | с | Люк Кейдж                       | Luke Cage                          | Місті Найт        |
| 2017      | с | Захисники                       | The Defenders                      | Місті Найт        |
| 2017—2018 | с | Залізний кулак                  | Iron Fist                          | Місті Найт        |
| 2018      | ф |                                 | Jinn                               | Джейд             |
| 2018—2019 | с | Розкажи мені казку              | Tell Me a Story                    | Маріана Рейнольдс |
| 2019      | с | Всім встати                     | All Rise                           | Лола Кармайкл     |
| 2020      | с | Зінакшений вуглець              | Altered Carbon                     | Трепп             |